# Міхалув-Ґрабіна
Міхалув-Ґрабіна (пол. Michałów-Grabina) — село в Польщі, у гміні Непорент Леґьоновського повіту Мазовецького воєводства.
Населення — 724 особи (2011).
У 1975-1998 роках село належало до Варшавського воєводства.

## Демографія
Демографічна структура станом на 31 березня 2011 року:
|          | Загалом | Допрацездатний вік | Працездатний вік | Постпрацездатний вік |
| -------- | ------- | ------------------ | ---------------- | -------------------- |
| Чоловіки | 372     | 106                | 240              | 26                   |
| Жінки    | 352     | 83                 | 216              | 53                   |
| Разом    | 724     | 189                | 456              | 79                   |